# Đại học Basrah
Đại học Basrah (tiếng Ả Rập: جامعة البصرة, Jaama'a Basrah) là trường đại học lớn nhất ở thủ đô Basrah, Iraq,
Vì những lý do lịch sử, cuối cùng -h được giữ lại trên Basrah dưới tên của trường đại học.
Được thành lập vào năm 1964 để đáp ứng nhu cầu của miền Nam Iraq, Đại học Basrah lần đầu tiên được liên kết với Đại học Baghdad, nhưng vào năm 1964, nó trở thành một cơ quan độc lập. Ngày nay, trường đại học bao gồm mười bốn trường cao đẳng nằm trên ba khu học xá quanh thành phố Basra với các cơ sở nghiên cứu và ký túc xá sinh viên (kí túc xá).
Đại học nhận bằng Cử nhân, Cử nhân, Bằng Cao đẳng, Thạc sĩ, Thạc sĩ và Tiến sĩ.

## Học viện
Trờng có 15 trường việncao đẳng:
- Viện Y học
- Viện Dược
- Viện Nha khoa
- Viện Y học Thú y
- Viện Y tá
- Viện Kỹ thuật
- Viện Khoa học
- Viện Nông nghiệp
- Đại học Giáo dục]]
- Viện Kinh doanh và Kinh tế
- Viện Pháp luật
- Viện Nghệ thuật
- Viện Thể dục
- Viện Giáo dục dành cho Nữ
- Viện Mỹ thuật